# مجزئ الجهد
مجزئ الجهد هو دائرة كهربية مكونة من عدة مقاومات موصولة على التوالي، ويمكن بواسطتها تجزئة الجهد الكهربي بحيث أن يكون الجهد الخارج، جزءا من الجهد الداخل.

مجزئ للجهد مكون من مقاومتين R1 و R2 علي التوالي ، الجهد الداخل U.

أبسط نوع من مجزئات الجهد يتكون من مقاومتين موصولتين على التوالي. وقد يستخدم كمهدئ للإشارات عند الترددات المنخفضة.

## حساب الجهد
من أجل حساب الجهد U2 عبر R2 نبدأ بحساب المقاومة الكلية :
{\displaystyle R_{total}=R_{1}+R_{2}}
وطبقا لقاعدة التوصيل على التوالي يكون التيار I المار في كلتا المقاومتين متساويا:
{\displaystyle I={\frac {U}{R_{total}}}={\frac {U}{R_{1}+R_{2}}}}
وبذلك نحصل على الجهد U2:
{\displaystyle U_{2}=I\cdot R_{2}}
وبالمثل نحصل على الجهد U1:
{\displaystyle U_{1}=I\cdot R_{1}}
إذن يمكننا كتابة العلاقة بين U2 و U .
{\displaystyle U_{2}={\frac {R_{2}}{R_{1}+R_{2}}}\cdot U}

### تعميم
في حالة ثلاث مقاومات أوأكثر، كلها مركبة على التوالي، يحسب الجهد الكهربائي Un بين طرفي مقاومة معينة Rn بالعلاقة التالية:
{\displaystyle U_{n}={\frac {R_{n}}{\sum _{}R}}\cdot U}
حيث يمثل U الجهد الكلي المطبق على كافة المقاومات.